# Víctor Hugo Caula
Víctor Hugo Caula (Argentina, 17 de octubre de 1927 - ídem, 24 de marzo de 2014) fue camarógrafo y director de fotografía, con extensa participación en la producción de muchas obras.  

## Biografía
En 1944, comenzó a trabajar en la empresa de producción Pampa Film, como fotógrafo de películas. Desde entonces, trabajó como foquista, camarógrafo y director de fotografía en varias empresas, bajo las órdenes de diferentes directores como Fernando Ayala, Héctor Olivera y Enrique Salaberry, entre otros. Fue director de fotografía en casi 65 películas y camarógrafo en otras 20.
Recibió los Premios de la Asociación de Cronistas Cinematográficos de la Argentina, en reconocimiento a su contribución al cine argentino, el Premio Konex 1982 y de la Kodak Argentina para Mejor Tratamiento de la Imagen, entre otras distinciones. Fue homenajeado por el Municipio de la Ciudad de Buenos Aires a través del Museo Municipal de Cine "Pablo Ducrós Hicken" en reconocimiento a su contribución al Cine Nacional como miembro de la "Generación de 60" (1982). En Rosario, recibió el Premio Irupé de Plata como Director de fotografía (1988).

## Filmografía en Argentina
Cámara
- La bestia desnuda (1967)
- Placer sangriento (1967)
- Hotel alojamiento (1966)
- La venganza del sexo (1966)
- Las locas del conventillo (María y la otra) (1966)
- Con gusto a rabia (1964)
- El hombre y su noche (1958)

Fotografía
- Cargo de conciencia (2005)
- Adiós, abuelo (1996)
- Chiquilines (1991)
- Buen viaje (1991)
- Delito de corrupción (1991)
- Más allá del tema (1989)
- Atracción peculiar (1988)
- El profesor punk (1988)
- Galería del terror (1987)
- Los colimbas al ataque (1987)
- Mingo y Aníbal en la mansión embrujada (1986)
- Camarero nocturno en Mar del Plata (1986)
- Rambito y Rambón, primera misión (1986)
- Las minas de Salomón Rey (1986)
- Los colimbas se divierten (1986)
- Miráme la palomita (1985)
- La muerte blanca (1985)
- Mingo y Aníbal, dos pelotazos en contra (1984)
- Pasajeros de una pesadilla (1984)
- Buenos Aires Rock (1983)
- Los extraterrestres (1983)
- Los reyes del sablazo (1983)
- El arreglo (1983)
- Plata dulce (1982)
- Mire que es lindo mi país (1981)
- Te rompo el rating (1981)
- Amante para dos (1981)
- Abierto día y noche (1981)
- Las vacaciones del amor (1981)
- Departamento compartido (1980)
- Días de ilusión (1980)
- Desde el abismo (1980)
- Custodio de señoras (1979)
- Expertos en pinchazos (1979)
- La nona (1979)
- Los éxitos del amor (1979)
- El rey de los exhortos (1979)
- Mi mujer no es mi señora (1978)
- Encuentros muy cercanos con señoras de cualquier tipo (1978)
- Fotógrafo de señoras (1978)
- Los médicos (1978)
- Las turistas quieren guerra (1977)
- El gordo catástrofe (1977)
- Jacinta Pichimahuida se enamora (1977)
- Basta de mujeres (1977)
- El canto cuenta su historia (1976)
- Los hombres sólo piensan en eso (1976)
- El gordo de América (1976)
- Maridos en vacaciones (1975)
- Triángulo de cuatro (1975)
- Mi novia el...(1975)
- Los vampiros los prefieren gorditos (1974)
- La Patagonia rebelde (1974)
- Hay que romper la rutina (1974)
- Argentinísima II (1973)
- Las venganzas de Beto Sánchez (1973)
- Hasta que se ponga el sol (1973)
- El profesor tirabombas (1972)
- Argentino hasta la muerte (1971)
- La gran ruta (1971)
- Simplemente una rosa (1971)
- Los neuróticos (1971)
- Argentinísima (1971)
- El profesor patagónico (1970)
- La guita (1970)
- La vida continúa (1969)
- El profesor hippie (1969)
- La fiaca (1969)
- Villa Cariño está que arde (1968)
- Una máscara para Ana (1966)